# Lai Runming
Lai Runming   (Dongguan, 5 de maig de 1963) és un aixecador de peses xinès, ja retirat, que va competir durant la dècada de 1980.
El 1984 va prendre part en els Jocs Olímpics d'Estiu de Los Angeles, on va guanyar la medalla de plata en la categoria del pes gall del programa d'halterofília.
En el seu palmarès també destaca una medalla d'or als Jocs Asiàtics de 1986.